# Shiro Teshima
Shiro Teshima (手島 志郎, Teshima Shiro, né le 26 février 1907 dans la préfecture de Hiroshima au Japon) est un footballeur japonais.